# Рамона Капгайм
Рамона Капгайм (нім. Ramona Kapheim, 8 січня 1958) — німецька академічна веслувальниця.
Олімпійська чемпіонка 1980 року в складі розпашної четвірки зі стерновою.
Срібна призерка Чемпіонату світу 1979 року в складі вісімки.